# Мартален
Мартален (нем. Marthalen) — коммуна в Швейцарии, в кантоне Цюрих.
Входит в состав округа Андельфинген. Население составляет 1840 человек (на 31 декабря 2007 года). Официальный код — 0035.